# X-Side
De X-Side is een voormalige Belgische supportersgroepering bestaande uit de harde kern van R Antwerp FC.
Halverwege de jaren zeventig waaide het fenomeen van het Engelse en Nederlandse hooliganisme over naar België. Toen na een Europese wedstrijd van R Antwerp FC tegen Aston Villa in 1975 Antwerpse fans aangevallen werden door Engelse hooligans, voelde men zich genoodzaakt zich te verdedigen tegen rivaliserende clans. De fanatieke Antwerpse aanhang diende zichzelf de naam X-Side toe. Al snel volgde in België meerdere groeperingen bij clubs als RSC Anderlecht, Club Brugge en later ook Standard en Beerschot.
Verscheidene veldslagen werden in de jaren tachtig in het voetbalstadion of op een afgesproken plaats daarbuiten uitgevochten. Pas na het Heizeldrama achtte men het nodig om zwaar op te treden tegen de onveilige stadions en het hooliganisme.
Eind jaren tachtig gingen steeds meer jongeren 'casual' gekleed naar het voetbal. Een van de redenen hiervoor was dat de ordediensten dan moeilijker konden zien waar de hooligans zich ophielden in het stadion.
De groepering onderging dan ook snel een naamsverandering, Antwerp Casual Crew (ACC), die sindsdien bekendstond als de harde kern van R Antwerp FC. De 'casuals' hielden zich vooral bezig met het structureren van hun groepering en het organiseren van een gewelddadig treffen met een andere groep. Dit werd echter steeds moeilijker doordat de politie met de jaren steeds vaker van tevoren op de hoogte was van confrontaties.
In de jaren negentig kende R Antwerp FC nog af en toe een uitbraak van hooliganisme binnen het eigen Bosuilstadion. In 1997, na de wedstrijd Antwerp-Club Brugge (de einduitslag 2-1 kostte Club Brugge de titel), begonnen Brugse hooligans vernielingen aan te richten, wat werd beantwoord door de Antwerpse harde kern. Dit ging zo ver dat de stad Antwerpen de Bosuil voor onbepaalde tijd sloot. Hetzelfde gebeurde na de match Antwerp-KV Turnhout op 20 mei 1999, toen opnieuw zware rellen uitbraken in het stadion. Sindsdien lijkt het hooliganisme een klap gekregen te hebben op de Bosuil, mede door de oprichting van een familietribune.
Van de X-Side noch van de Antwerp Casual Crew kan nu nog officieel sprake zijn. Deze harde kernen van RAFC worden momenteel opgevolgd door Youth Firm Antwerp (YFA). De meeste onlusten die sinds 2000 nog bij wedstrijden voorkomen, bestaan meestal uit vandalisme of niet-georganiseerd geweld. In de media wordt dit nog steeds vaak onterecht onder hooliganisme geplaatst.
Een bekend boek over de X-Side en het hooliganisme in België is dat van journalist Peter Luysterborgh: X-side, Heersers na de wedstrijd.